# Улица Нушићева (Београд)
| Нушићева · улица | Нушићева · улица     |
| ---------------- | -------------------- |
|                  |                      |
| Општина          | Стари Град           |
| Почетак          | Теразије             |
| Крај             | Македонска улица     |
| Дужина           | 350 m                |
| Названа          | 1946.                |
| Стари називи     | Скопљанска, Пашићева |
|                  |                      |
|                  |                      |
| Нушићева улица   |                      |

Улица Нушићева је улица у Старом граду у Београду. Простире се од Теразија до Дечанске улице и од Теразијског тунела до Македонске улице тако да је Дечанска улица дели на две готово једнаке половине од којих је прва, до Теразија, дуга 170m док је друга половина дуга 180m. Зато што је тако подељена, Нушићева је истовремено улица кафића и посластичарница, продајних галерија, место за предах, одмор и дружење – од Дечанске ка Теразијама, и прометна саобраћајница којом пролазе градски аутобуси кад изађу из Теразијског тунела – од Дечанске до Македонске улице. Нушићева улица је мешавина разних архитектонских стилова, поглавито сецесије и неокласицизма али је подједнако заступљена и модерна архитектура.

## Име улице
Нушићева улица је неколико пута мењала име. Први назив јој је био Скопљанска како је названа 1872. године. Име је добила по Скопљу, које је било престоница српске државе за време цара Душана и касније за време краља Вукашина и његовог сина Марка Краљевића. Од 1930. до 1946. ова улица се зове Пашићева, по Николи Пашићу, председнику владе Краљевине Србије и Краљевине Срба, Хрвата и Словенаца и оснивачу Радикалне странке.
Назив Нушићева улица добија 1946. по Браниславу Нушићу, српском књижевнику, новинару и управнику позоришта најчувенијем по својим комедијама. Тако се и данас зове.

## Историја
У 3. и 4. веку кад је Београд био римски Сингидунум данашња Нушићева улица је омеђивала југоисточну римску некрополу.
Све до тридесетих година 19. века Теразије и крај око њих су биле ненасељен и пуст крај. Ту су биле баре где су Београђани ловили дивље патке. У близини је била рушевна Батал џамија где је изношено варошко ђубре а мало даље, ка тадашњем Цариградском друму држан је барут. Четрдесетих година Стојан Симић, тадашњи председник Државног савета, исушио је мочварно земљиште између Теразија и Батал џамије и ту сазидао кућу у хабзбуршком стилу. Кнез Милош је непосредно пре тога у тај крај иселио из вароши све коваче и казанџије. Године 1842, када је кнез Александар Карађорђевић дошао на престо купио је Симићеву кућу да на њеном месту сазида двор те овај крај полако постаје центар Београда на којем се граде куће угледнијих грађана, већина у необарокном стилу. Ипак, и даље су се ту могли видети волови и сељачка кола. Када је 1860. саграђена теразијска чесма, почело је брже да се зида, како наводи Нушић. Ничу и прве кафане, на углу са Дечанском – „Руска круна“ и „Два сокола“. Јован Јовановић Змај је становао у тадашњој Скопљанској бр. 6 на првом спрату куће која је касније срушена. Ту је он обављао своју лекарску праксу 1878. године. У Нушићевој улици је својевремено живео, још један српски писац, Растко Петровић, од 1930. до 1935. године, када је као вицеконзул отишао у Чикаго.
На углу Македонске са Нушићевом Јован Смедеревац је 1901. изградио кућу која се и данас ту налази. Поред Смедеревчеве куће живео је преводилац Флоберове „Госпође Бовари“, адвокат Душан Љ. Ђокић. Идући даље ка Теразијама била је кућа Андре Николића, председника скупштине Краљевине Србије. У улици су затим биле смештене разне занатлије, од сајџија до ковача месинганих воденица за кафу у једној бондручари саграђеној у оријенталном стилу. Кад се пређе Дечанска улица, било је доста трговачких радњи, све до такозваног Пашићевог ћошета, названог по Николи Пашићу који је ту живео. Касније је ту саграђена Робна кућа „Београд“ а пре тога је ту била кобасичарска радња Томаша Росулека која је гледала на Теразије. Од Теразија натраг ка Дечанској улици била је некада књижара Љубе Јоксимовића. До ње је била приземна кућа у којој се налазио „Српски књижевни гласник“ чији је први уредник био Богдан Поповић. Затим се наилазило на једну кафану, па онда на штампарију Љубе Давидовића. Након укрштања са Дечанском и потом Косовском улицом налазила се кућа касационог судије Благојевића, а затим једна за другом две кафане. У другу коју су звали молерском кафаном неретко је навраћао позоришни сликар Доменико д'Андреа.
Међу првим улицама које су асфалтиране у Београду био је и део Скопљанске.
Пашићева је у фебруару 1937. спојена са улицом Мајке Јевросиме, пресецањем Кондине - срушена је кућа трговца Јузбашића у Кондиној 5. Између улица Коларчеве, Дечанске и Пашићеве се налазило "Кузмановићево имање" или "двориште" са нехигијенским насељем - београдска општина је одлучила да на пролеће 1940. ту поруши тридесетак зграда.
Теразијски тунел је отворен у децембру 1970.

## Нушићевом улицом

### бр. 4
Прво дело архитекте Драгише Брашована у Краљевини Срба, Хрвата и Словенаца је зграда Есконтне банке подигнута 1923. Ова грађевина је еклектични спој више стилова, па тако поред сецесије имамо и елементе неокласицизма. Банка чији је први директор Матејић био пословни партнер Александра I Карађорђевића налазила се у центру политичког живота Београда. На углу Нушићеве улице (тадашње Скопљанске) са Теразијама становао је Никола Пашић а Радикална странка се састајала недалеко одатле, у хотелу „Париз“ који се налазио на месту данашњег Безистана.
У дну ове зграде смештени су кафићи, међу њима и један који је назван по Браниславу Нушићу. Нушић је био чест посетилац кафана а писао је о њима зато „што су у ствари кафане наше пре рата биле једини израз нашега јавнога живота те сетити се тих кафана значи дати драгоцен прилог тога живота у полупрошлости“.

### бр. 11
Музеј илузија је отворен 2018. године у згради сведене, квадратне конструкције. У њему посетиоци могу да се поиграју перцепцијом стварности кроз собу огледала, вртлог тунел, калеидоскоп и друге атракције али и да дођу до рационалних објашњења за све његове варке.

### бр. 14
На углу са Косовском улицом (Косовска 1) је троспратна кућа С. Станисављевића саграђена око 1910. а дозидана након Другог светског рата. Архитекта је био Данило Владисављевић. Необична је због свог заобљеног угла на којем су распоређене терасе.

### бр. 15
Преко пута угла са Косовском и Дечанском. Седиште предузећа „Центропром”, сада познато и као Нушићева Бизнис Центар. Раније се овде налазила кућа изграђена 1830-тих, чије је рушење почело у октобру 1958. ради градње „Центропромове” зграде.

### бр. 16
На броју 16 налази се зграда Поште у модерној згради једноставне фасаде насупрот китњастом стилу сецесије присутном у овој улици. 

### бр. 22
Културни центар Барака смештен у близини Македонске улице намењен је позоришту, сликарству, новим технологијама и музици.

### бр. 27
Кућа Јована Смедеревца се налази у Нушићевој улици број 27. Инжињер Јован Смедеревац је изградио ову кућу у стилу академизма и сецесије 1901. године као стамбену зграду. Претпоставља се да је фасаду са флоралним елементима урадио неко други, али због недостатка података цела кућа се приписује Смедеревцу. Уврштена је у споменике културе као непокретно културно добро.

## Суседне улице
Нушићева улица излази на главни београдски трг Теразије заједно са Тргом Николе Пашића и улицама Краља Милана и Балканском, затим Кнез Михаиловом, Сремском, Коларчевом и Бранковом. Од Теразија ка Дечанској Нушићеву улицу пресеца Чумићева, кратка улица у којој је смештен тржни центар. Чавкетов пролаз и Безистан је спајају са Тргом Николе Пашића. Нушићеву пресеца Дечанска улица на две половине. У Нушићевој постоји подземни пролаз који води ка Дечанској улици. Од Теразијског тунела до Македонске улице Нушићева се додирује са улицама Косовском и Мајке Јевросиме. У непосредној близини Нушићеве улице, у Косовској 11, налази се Музеј југословенске кинотеке. 

## Галерија
- Нушићева улица, од Дечанске ка Теразијама
- Нушићева улица, од Македонске до Дечанске
- Кафе Нушић